# Mario Praz
Mario Praz (n. 6 septembrie 1896, Roma – d. 23 martie 1982, Roma) a fost un critic italian de artă și literatură, și un cărturar de literatură engleză. Cea mai cunoscută carte a sa este "Agonia romantică" (1933), ea a fost un studiu cuprinzător a temelor erotice și morbide, temă care a caracterizat operele unor autori europeni de la sfârșitul secolului XVIII și XIX. Cartea lui a fost scrisă și publicată prima oară în 1930 în italiană sub titlul "La Carne, La Morte e O Diavolo Nella Romantica letteratura", unul dintre capitolele operei sale se referă la tipul de femeie fatală, iar cea mai recentă ediție a fost publicată în Florența: sub titlul "Sansoni" (1996).